# Gunnar Holmstedt

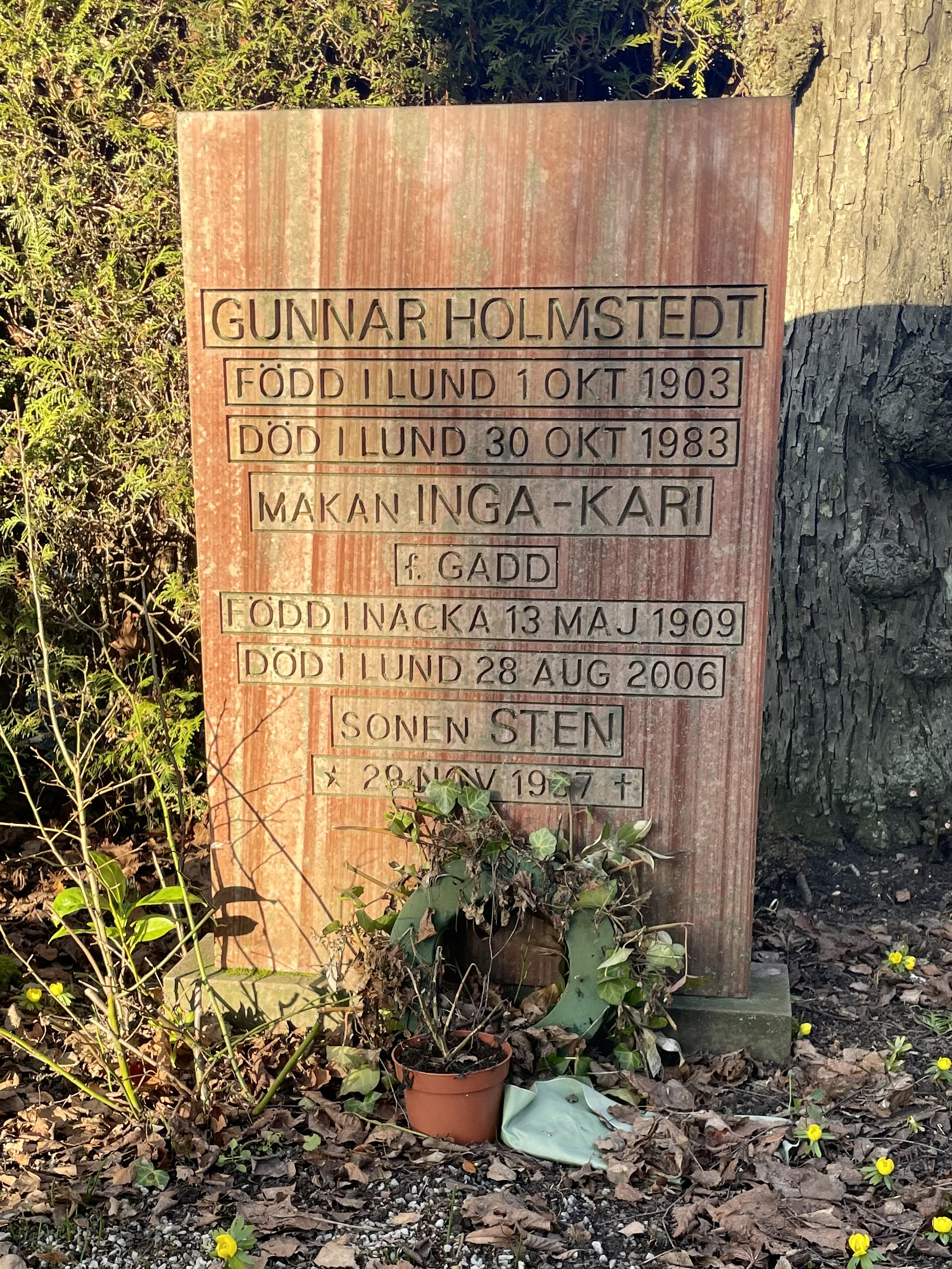
Gunnar Holmstedts grav på Norra kyrkogården i Lund.

Tore Gunnar Vilhelm Holmstedt, kallad Mentor, född 1 oktober 1903 i Lund, död 30 oktober 1983 i Lund, var en svensk privatlärare. Under mer än 50 års tid hjälpte Gunnar Holmstedt närmare 3 500 elever i Lund att klara sin studentexamen.

## Biografi
Holmstedt tog studentexamen 1921 vid Katedralskolan i Lund. Han studerade därefter bland annat latin vid Lunds universitet, men i stället för en akademisk karriär valde han privatlärarens roll.
Holmstedt undervisade främst i språk (latin, grekiska, franska, tyska och svenska), men också i bland annat historia, kristendom och filosofi. Undervisningen skedde främst i hemmet på Södra Esplanaden i Lund där grupperna samtidigt kunde bestå av elever som läste olika ämnen på olika nivåer. Undervisningen var förlagd till i princip dygnets alla timmar. I hemmet fanns också ett omfattande privat bibliotek.
Holmstedt gjorde sig känd som en märklig pedagog, där hans pedagogiska metod bestod av att göra undervisningen engagerande och underhållande. Lektionerna innehöll inte sällan diskussioner om dagsaktuella ämnen. Varje ny elev tilldelades ett personligt, egendomligt namn och ett nummer som fördes in i en liggare. Han var själv bara tolv år när elev nummer 1 år 1915 fördes in i liggaren, som avslutades 1972 med elev nummer 3 406.
När studentexamen avskaffades 1968 upphörde också i praktiken Holmstedts undervisning, men då hade han också uppnått pensionsåldern.
Holmstedt tog själv aldrig någon högre akademisk examen men installerades 1971 som hedersledamot i Lunds nation.
Vid sidan av undervisningen skrev Holmstedt också över tusen frågor till frågesportprogram i tv.

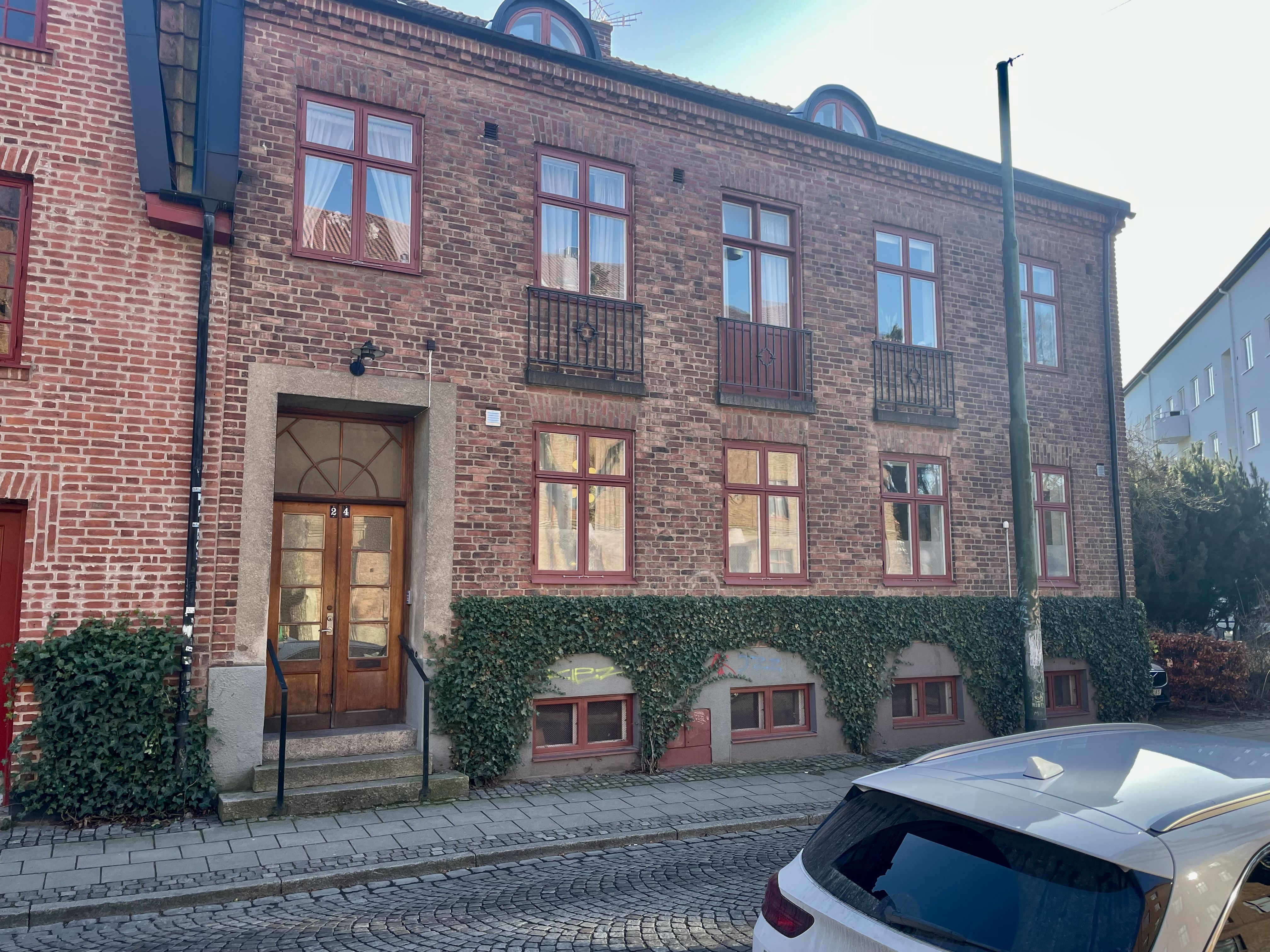
Huset på Södra Esplanaden i Lund där Gunnar Holmstedt bodde och i huvudsak bedrev sin undervisning.

### Elever
Bland Holmstedts elever fanns ett flertal som senare kom att bli välkända inom olika områden. Bland dessa kan nämnas:
- Max von Sydow, skådespelare
- Olle Carle, kåsör
- Agneta Pleijel, författare
- Yvonne Lombard, skådespelare
- Anders Ahlbom, skådespelare
- Ingvar Holm, professor, teaterhistoriker
- Carl-Axel Moberg, professor, arkeolog
- Stig Ramel, affärsman, vd för Nobelstiftelsen
- Lars-Erik Liedholm, skådespelare, teaterchef
- Ulf Mörling, journalist och illusionist

### Minnesbok
År 1998 utgavs boken Minnen av Mentor av Föreningen Mentors elever. I boken medverkar närmare 100 av hans elever med minnen, anekdoter och reflektioner från sin tid som elever hos Holmstedt. Recensenten Lars Linder skriver "Sällan har jag sett så mycket kärlek och respekt samlad i en och samma bok".

### Familj
Gunnar Holmstedt mötte 1933 Inga-Kari Gadd (1909–2006) som elev nummer 501. De gifte sig 1936 och fick fyra barn födda 1939, 1941, 1942 och 1944. Bland barnen finns Rysslandskännaren Sverker Holmstedt (1939–2014).

### Om Gunnar Holmstedt
- Minnen av Mentor. Lund: Fören. Mentors elever. 1998. Libris 7452615. ISBN 9163063271. https://docplayer.se/33665140-Minnen-mentor-foreningen-mentors-elever-1998.html